# Ribeirão Cocais Grande
O ribeirão Cocais Grande (ou ribeirão Grande) é um curso de água que nasce e deságua no município brasileiro de Antônio Dias, no interior do estado de Minas Gerais. Sua nascente se encontra na Serra da Trindade e sua foz está na margem esquerda do rio Piracicaba.
Seu curso alimenta a PCH Cocais Grande, pequena central hidrelétrica que entrou em funcionamento com 10 MW em dezembro de 2008. O leito também banha locais onde operam mineradoras.